# 166745 Pindor
166745 Pindor è un asteroide della fascia principale. Scoperto nel 2002, presenta un'orbita caratterizzata da un semiasse maggiore pari a 3,1567711 UA e da un'eccentricità di 0,0525283, inclinata di 12,05008° rispetto all'eclittica.